# Černýš (Soutice)
Černýš je malá vesnice, část obce Soutice v okrese Benešov. Nachází se asi 2 km na severozápad od Soutic. Prochází zde dálnice D1. V roce 2009 zde bylo evidováno 47 adres. Černýš leží v katastrálním území Soutice o výměře 10,87 km².

## Historie
První písemná zmínka o vesnici pochází z roku 1362.

## Pamětihodnosti
- Tvrziště Na Hradě

## Fotogalerie

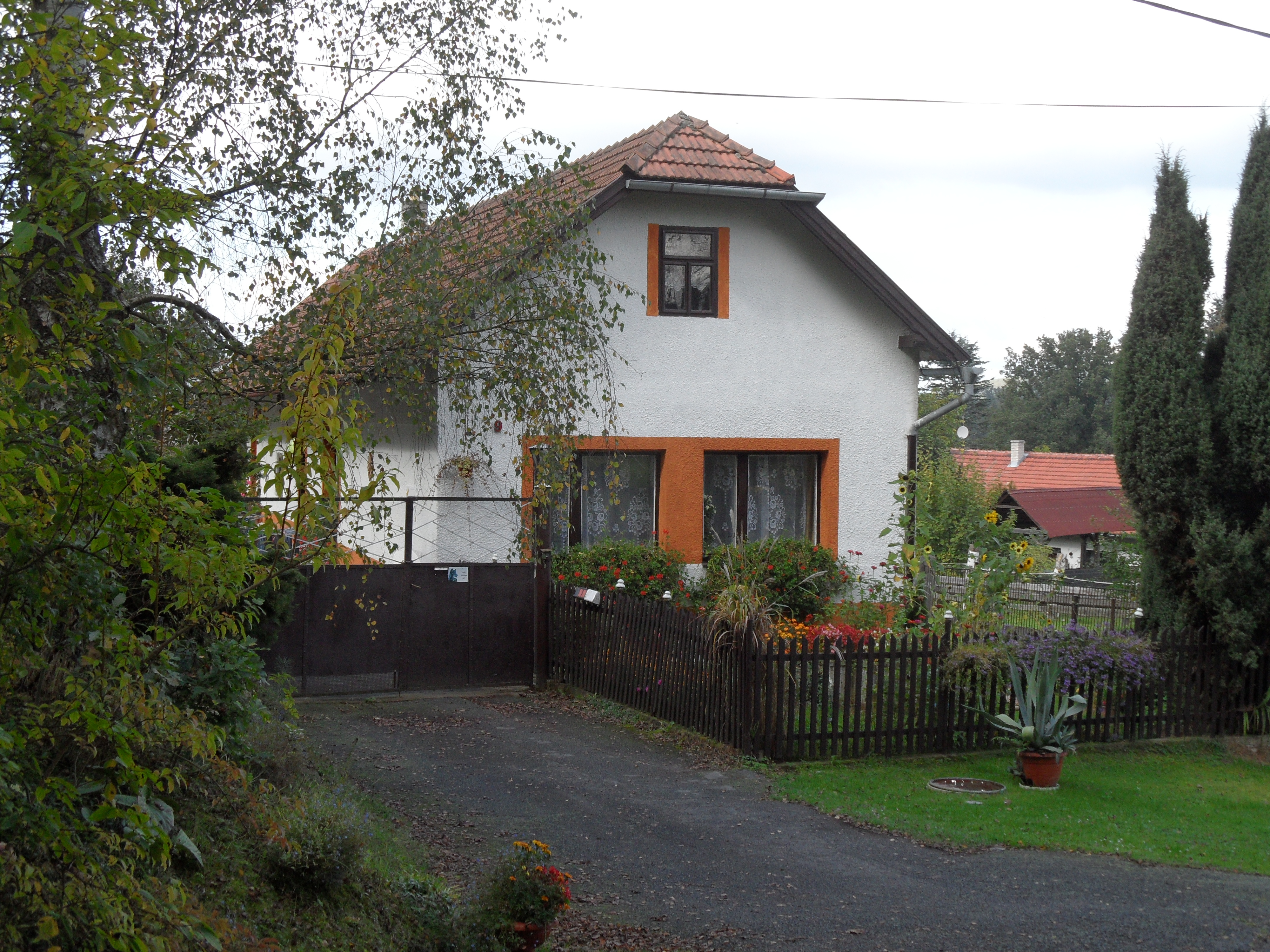
Dům s předzahrádkou
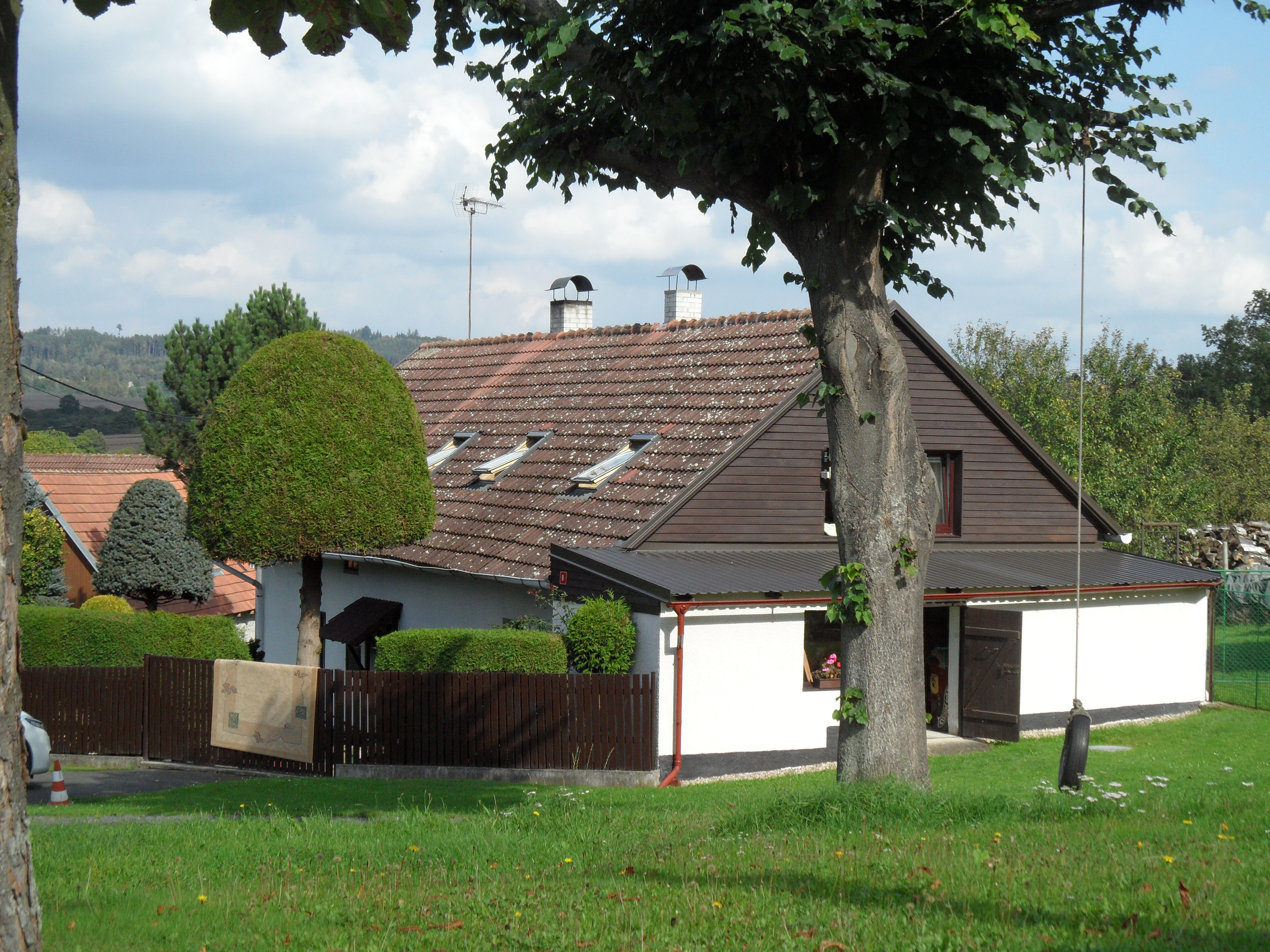
Dům za stromem
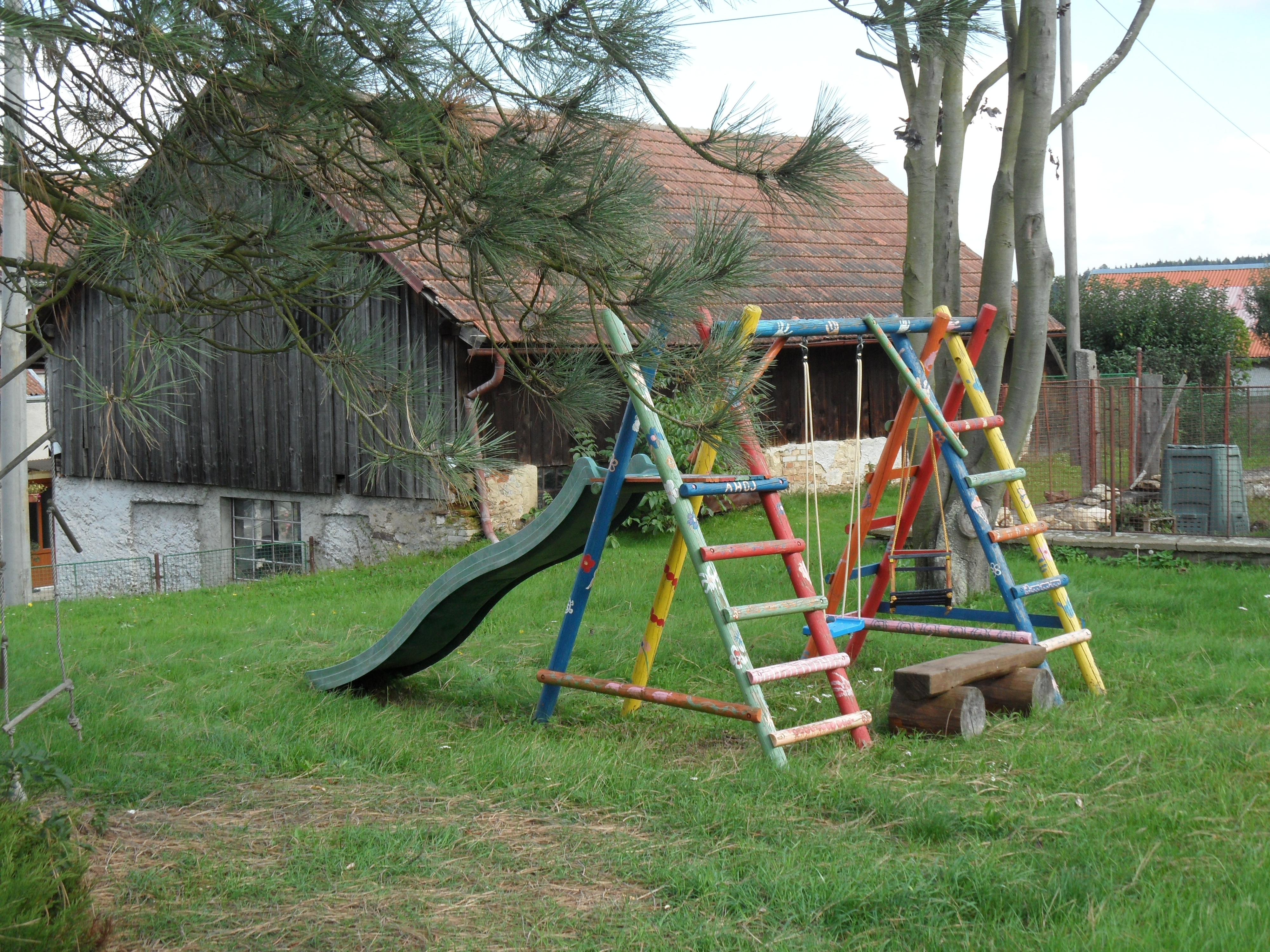
Dětské hřiště
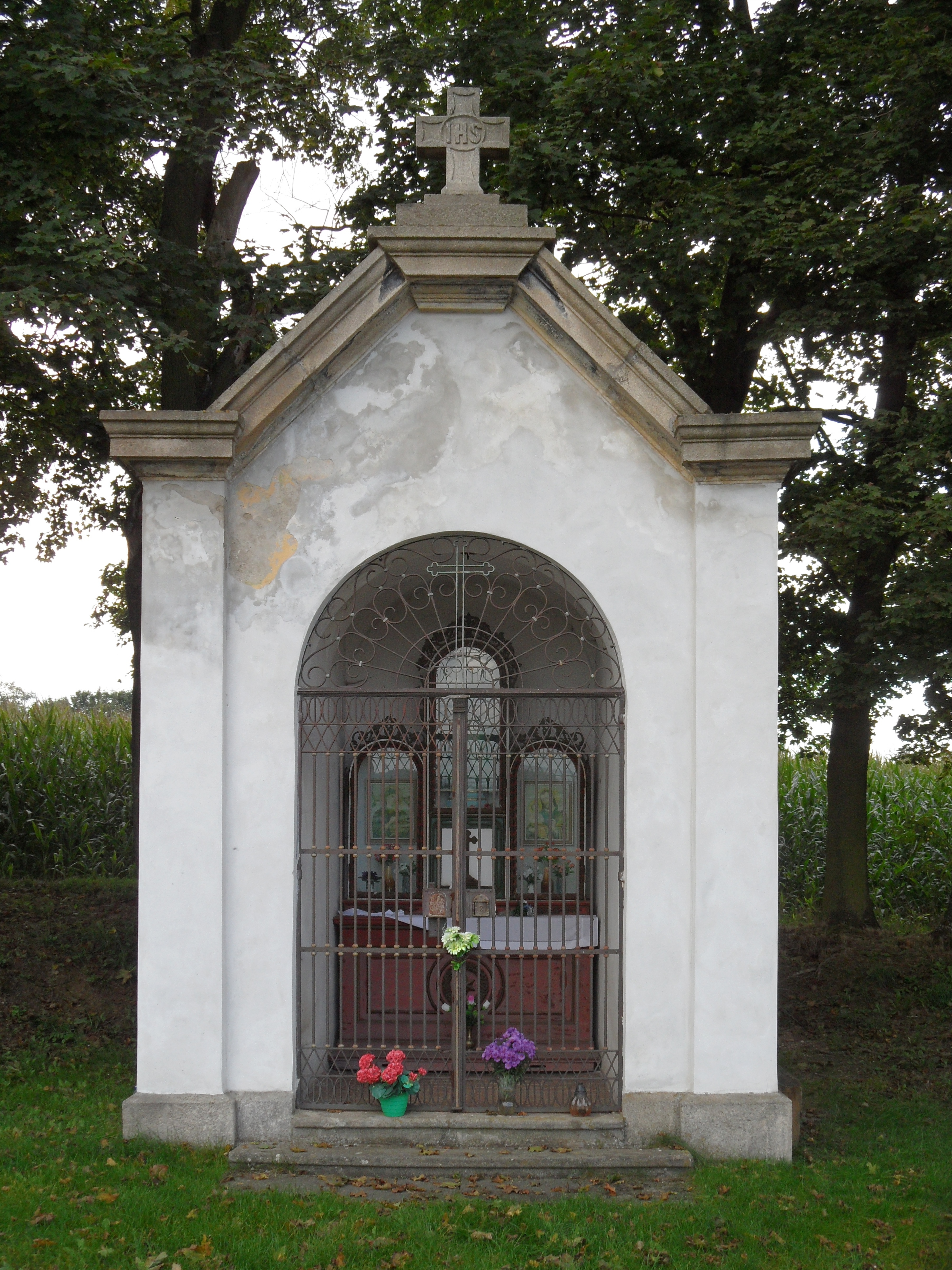
Kaple